# Josep Balart
Josep Balart i Sobrevals (Barcelona,  1882 - Barcelona, 17 de desembre de 1904) va ser un pianista i compositor català.

## Biografia
Fill del músic Gabriel Balart i Crehuet i de Balbina Sobrevals i Planella. Inicià els seus estudis a Barcelona a l'edat de vuit anys amb la professora Carme Matas i durant la seva estada al Conservatori Municipal de Música de Barcelona guanyà diversos premis. Aproximadament, al 1902 marxà a París per continuar la seva carrera pianística. En diverses ocasions actuà al Centre Català de París. També desenvolupà una important tasca compositiva, publicant un seguit de valsos-boston per a piano, el primer dels quals es troba a La Música Ilustrada Hispano-Americana. Entre les seves obres destaquen: Feliz ensueño, Val-Boston, Ideal, Val., Lotus, Val-Boston, i Peonia, Val.
Mor el 17 de desembre de 1904 a l'edat de 22 anys a Barcelona.